# التسلسل الزمني جائحة فيروس كورونا من ديسمبر 2020 إلى يناير 2021
توثق هذه المقالة التسلسل الزمني وعلم الأوبئة لفيروس كورونا في ديسمبر 2020, الفيروس المسبب لمرض فيروس كورونا 2019 (مرض فيروس كورونا 2019) والمسؤول عن جائحة فيروس كورونا 2019–20. تم تحديد أول حالات إصابة بشرية بـ كوفيد-19 في ووهان، الصين، في ديسمبر 2019.

## التسلسل الزمني للجائحة

### 1 ديسمبر
- أبلغت ماليزيا عن 1472 حالة جديدة، ليصل العدد الإجمالي إلى 67169 حالة. هناك 1,552 عملية استرداد جديدة، وبذلك يصل العدد الإجمالي للمتعافين إلى 56,311. تم الإبلاغ عن ثلاث وفيات جديدة، ليرتفع عدد القتلى إلى 363. هناك 10,495 حالة نشطة، 120 منها في العناية المركزة و 44 في دعم التنفس الصناعي.[1]
- أبلغت نيوزيلندا عن ثلاث حالات جديدة، ليصل العدد الإجمالي للحالات إلى 2049 (1703 حالة مؤكدة و 356 محتملة). وقد تعافت ثلاث منها، ليصل العدد الإجمالي لعمليات الاسترداد إلى 1962. لا يزال عدد القتلى 25. هناك 72 حالة نشطة (67 في عزلة مُدارة وخمسة في حالات انتقال المجتمع).[2]
- أبلغت سنغافورة عن عشر حالات جديدة، بما في ذلك حالة انتقلت محلياً وواحدة مقيمة في مهجع، ليصل العدد الإجمالي إلى 58,228.[3] تعافى خمسة أشخاص، ليصل إجمالي عدد حالات الشفاء إلى 58,139. لا يزال عدد الوفيات عند 28.[4]
- أبلغت أوكرانيا عن 12,498 حالة يومية جديدة و 221 حالة وفاة يومية جديدة، وبذلك يصل العدد الإجمالي إلى 745,123 و 12,548 على التوالي، وقد تعافى اجمالى 355,172 مريضا.[5]
- تم اختبار سائق الفورمولا 1 لويس هاميلتون إيجابياً لفايروس كورونا.[6]

### 2 ديسمبر
- أبلغت ماليزيا عن 851 حالة جديدة، ليصل العدد الإجمالي إلى 68.020 حالة. هناك 658 حالة استرداد جديدة، وبذلك يصل العدد الإجمالي للمتعافين إلى 56,969. هناك حالتا وفاة جديدتان، ليرتفع عدد القتلى إلى 365. هناك 10686 حالة نشطة، منها 122 في العناية المركزة و 47 في دعم جهاز التنفس الصناعي.[7]
- أبلغت نيوزيلندا عن حالة جديدة واحدة، مما رفع العدد الإجمالي للحالات إلى 2060 (1704 حالة نشطة و 356 حالة محتملة). تعافى شخص واحد، ليصل إجمالي عدد حالات الشفاء إلى 1963. لا يزال عدد القتلى 25. هناك 72 حالة نشطة (68 حالة في عزلة مُدارة، وثلاثة انتقالات مجتمعية، وواحدة قيد التحقيق).[8]
- بولندا تتخطى مليون حالة إصابة بفيروس كوفيد -19.[9]
- أبلغت سنغافورة عن حالتين جديدتين (كلاهما مستوردة), ليصل الإجمالي إلى 58230.[10] وخرج خمسة آخرون من المستشفيات، مما رفع العدد الإجمالي لحالات الشفاء إلى 58,144. لا يزال عدد القتلى عند 29.[11]
- أبلغت أوكرانيا عن 13141 حالة إصابة يومية جديدة و 169 حالة وفاة يومية جديدة، وبذلك يصل العدد الإجمالي إلى 758,264 و 12,717 على التوالي، وقد تعافى اجمالى 369,054 مريضا.[12]

### 3 ديسمبر
- أبلغت فيجي عن حالتين جديدتين في العزل المدار، ليصل العدد الإجمالي إلى تسع حالات.[13][14]
- إيران تتجاوز المليون حالة.[15]
- أبلغت ماليزيا عن 1075 حالة جديدة، وبذلك يصل العدد الإجمالي إلى 69.075. هناك 948 عملية استرداد جديدة، وبذلك يصل العدد الإجمالي لعمليات الاسترداد إلى 57917. وهناك 11 حالة وفاة جديدة ليرتفع عدد الوفيات إلى 376. هناك 10802 حالة نشطة، منهم 116 حالة في العناية المركزة و 46 حالة في العناية المركزة.[16]
- أبلغت نيوزيلندا عن تسع حالات جديدة في العزل المُدار، ليصل العدد الإجمالي للحالات إلى 2069 (1713 حالة مؤكدة و 356 محتملة). تعافى 11 شخص، ليصل إجمالي عدد حالات الشفاء إلى 1974. لا يزال عدد الوفيات 25. هناك 70 حالة نشطة (67 حالة في عزلة مُدارة وثلاث حالات انتقال مجتمعية).[17]
- أبلغت سنغافورة عن تسع حالات جديدة (واحدة مقيمة في البلاد وثماني مستوردة), ليصل المجموع إلى 58239.[18] تعافى شخص واحد، ليصل إجمالي عدد حالات الشفاء إلى 58,145. لا يزال عدد القتلى عند 29.[19]
- أبلغت أوكرانيا عن 14496 حالة إصابة يومية جديدة و 243 حالة وفاة يومية جديدة، وبذلك يصل العدد الإجمالي إلى 772760 و 12960 على التوالي، وقد تعافى اجمالى 384426 مريضا.[20]
- الولايات المتحدة الأمريكية تتجاوز 14 مليون حالة.[21]

### 4 ديسمبر
- تجاوزت كندا 400 ألف حالة.[22]
- أبلغت ماليزيا عن 1141 حالة جديدة، ليرتفع العدد الإجمالي إلى 70236. هناك 1144 عملية استرداد جديدة، وبذلك يصل العدد الإجمالي للمتعافين إلى 59062. لا يزال عدد الوفيات 376. هناك 10799 حالة نشطة، 129 منها في العناية المركزة و 53 في دعم التنفس الصناعي.[23]
- لم تبلغ نيوزيلندا عن أي حالة جديدة، والتي لا تزال 2069 (1,713 مؤكدة و 356 محتملة). تعافى تسعة أشخاص، ليصل إجمالي عدد حالات الشفاء إلى 983 حالة. لا يزال عدد الوفيات 25. هناك 61 حالة نشطة (57 في عزلة مُدارة وأربع حالات انتقال مجتمعية).[24]
- أبلغت سنغافورة عن ثلاث حالات جديدة (جميعها واردة), ليصل العدد الإجمالي إلى 58242.[25] وتم تسريح سبعة أشخاص، ليصل إجمالي عدد حالات الاسترداد إلى 58152. لا يزال عدد القتلى عند 29.[26]
- أبلغت أوكرانيا عن 15131 حالة يومية جديدة و 235 حالة وفاة يومية جديدة، وبذلك يصل العدد الإجمالي إلى 787,891 و 13,195 على التوالي، وقد تعافى اجمالى 397,809 مريضا.[27]

### 5 ديسمبر
- أبلغت مقاطعة أونتاريو الكندية عن 1,859 حالة جديدة.[28]
- أبلغت ماليزيا عن 1123 حالة جديدة، ليصل العدد الإجمالي إلى 71350 حالة. هناك 1143 عملية استرداد، ليصل المجموع إلى 60204. وهناك أربع وفيات جديدة، ليرتفع عدد القتلى إلى 380. هناك 10775 حالة نشطة، 130 منها في العناية المركزة و 54 في دعم جهاز التنفس الصناعي.[29]
- أبلغت نيوزيلندا عن تسع حالات جديدة، ليصل العدد الإجمالي إلى 2078 (1,722 مؤكدة و 356 محتملة). تعافى 11 شخصاً، ليصل إجمالي عدد حالات الشفاء إلى 1994. لا يزال عدد الوفيات 25. هناك 59 حالة نشطة (56 في عزلة مُدارة و 3 في المجتمع).[30]
- أبلغت سنغافورة عن 13 حالة جديدة (واحدة محولة محلياً و 12 حالة مستوردة), ليصل العدد الإجمالي إلى 58255.[31] تعافى ستة أشخاص، ليصل إجمالي عدد حالات الشفاء إلى 58158. لا يزال عدد الوفيات عند 29.[32]
- أبلغت أوكرانيا عن 13,825 حالة يومية جديدة و 226 حالة وفاة يومية جديدة، وبذلك يصل العدد الإجمالي إلى 801,716 و 13,421 على التوالي، وقد تعافى اجمالى 412,533 مريضا.[33]

### 6 ديسمبر
- أبلغت مقاطعة أونتاريو الكندية عن 1924 حالة جديدة.[34]
- أبلغت ماليزيا عن 1135 حالة جديدة، وبذلك يصل العدد الإجمالي للحالات إلى 72694 حالة. تم استرداد 1069, ليصل إجمالي عدد الذين تم استردادهم إلى 61.273. وتوفي اثنان ليرتفع عدد القتلى إلى 382. هناك 11039 حالة نشطة، 125 منها في العناية المركزة و 57 في دعم جهاز التنفس الصناعي.[35]
- لم تبلغ نيوزيلندا عن أي حالات جديدة، حيث بقي العدد الإجمالي 2078 (تم تأكيد 1722 و 356 محتملاً). وقد تعافى ثلاثة أشخاص، ليرتفع العدد الإجمالي لحالات الشفاء إلى 1997. لا يزال عدد القتلى 25. هناك 56 حالة نشطة (55 حالة في عزلة مُدارة وواحدة في المجتمع).[36]
- أبلغت سنغافورة عن خمس حالات جديدة (جميعها مستوردة), ليصل العدد الإجمالي إلى 58260.[37] تم تفريغ اثنين، مما رفع إجمالي عدد المستردات إلى 58160. لا يزال عدد القتلى عند 29.[38]
- أبلغت أوكرانيا عن 11590 حالة يومية جديدة و 167 حالة وفاة يومية جديدة، وبذلك يصل العدد الإجمالي إلى 813,306 و 13588 على التوالي، وقد تعافى اجمالى 418.581 مريضا.[39]

### 7 ديسمبر
- أبلغت مقاطعة أونتاريو الكندية عن 1925 حالة جديدة.[40]
- أبلغت ماليزيا عن 1600 حالة جديدة، وبذلك يصل العدد الإجمالي للحالات إلى 74294. هناك 1033 حالة استرداد جديدة، وبذلك يصل العدد الإجمالي للمتعافين إلى 62306. تم الإبلاغ عن حالتي وفاة جديدتين، ليرتفع عدد القتلى إلى 382. هناك 11604 حالة نشطة، 129 في العناية المركزة و 57 في دعم جهاز التنفس الصناعي.[41]
- أبلغت نيوزيلندا عن حالة واحدة جديدة، مما رفع العدد الإجمالي إلى 2079 (1,723 مؤكداً و 356 محتملاً). تعافى شخص واحد، ليصل العدد الإجمالي للمتعافين إلى 1998. لا يزال عدد القتلى 25. هناك 56 حالة نشطة (53 في عزلة مُدارة واثنتان في المجتمع).[42]
- أبلغت سنغافورة عن 13 حالة جديدة (جميعها واردة), ليصل العدد الإجمالي إلى 58273. تعافى ثمانية أشخاص، ليصل إجمالي عدد حالات الشفاء إلى 58168. لا يزال عدد القتلى عند 29.[43]
- أبلغت أوكرانيا عن 8641 حالة إصابة يومية جديدة و 145 حالة وفاة يومية جديدة، وبذلك يصل العدد الإجمالي إلى 821.947 و 13733 على التوالي، وقد تعافى اجمالى 423.704 مرضى.[44]
- الولايات المتحدة الأمريكية تتجاوز 15 مليون حالة.[45]
- تم اختبار نجمة الكي-بوب تمكيم تشونغ ها إيجابية لفيروس كورونا.[46]

- تسجل مقاطعة أونتاريو الكندية 1676 حالة أقل عدد من الحالات منذ 26 نوفمبر
- أبلغت ماليزيا عن 1012 حالة جديدة، ليصل العدد الإجمالي إلى 75306 حالة. وتعافى 1750 شخصاً، ليصل العدد الإجمالي للمتعافين إلى 64.056. تم الإبلاغ عن أربع وفيات، ليرتفع عدد القتلى إلى 388. هناك 10862 حالة نشطة، منها 126 حالة في العناية المركزة و 62 في دعم جهاز التنفس الصناعي.[47]
- أبلغت نيوزيلندا عن ست حالات جديدة، مما رفع العدد الإجمالي للحالات إلى 2085 (1,729 حالة مؤكدة و 356 محتملة). هناك ثماني حالات شفاء جديدة، وبذلك يصل العدد الإجمالي للمتعافين إلى 2,006. لا يزال عدد القتلى 25. هناك 54 حالة نشطة.[48]
- أبلغت سنغافورة عن 12 حالة جديدة (جميعها واردة), ليصل العدد الإجمالي إلى 58285. وخرج ثمانية آخرون من المستشفيات، ليصل إجمالي عدد حالات الشفاء إلى 58176. لا يزال عدد القتلى عند 29.[49]
- أبلغت أوكرانيا عن 10811 حالة إصابة يومية جديدة و 195 حالة وفاة يومية جديدة، ليصل العدد الإجمالي إلى 832758 و 13928 على التوالي، وقد تعافى اجمالى 436564 مريضا.[50]

### 9 ديسمبر
- أبلغت ماليزيا عن 959 حالة جديدة، ليصل العدد الإجمالي للحالات إلى 76265. تم استرداد 1068, ليصل العدد الإجمالي للمتعافين إلى 65124. وهناك خمس وفيات، ليرتفع عدد القتلى إلى 393. هناك 10748 حالة نشطة، 127 منها في العناية المركزة و 61 في دعم التنفس الصناعي.[51]
- أبلغت نيوزيلندا عن ثلاث حالات جديدة، مما رفع العدد الإجمالي للحالات إلى 2088 (1732 حالة مؤكدة و 356 محتملة). تم الإبلاغ عن عمليتي شفاء جديدتين، مما رفع العدد الإجمالي للمتعافين إلى 2,008. لا يزال عدد القتلى 25. هناك 55 حالة نشطة.[52]
- أبلغت سنغافورة عن ست حالات جديدة (جميعها واردة) بما في ذلك حالة مشتبه بها من رحلة رويال كاريبيان، ليصل العدد الإجمالي إلى 58291.[53] تعافى ستة أشخاص، ليصل إجمالي عدد حالات الشفاء إلى 58182. لا يزال عدد القتلى عند 29.[54]
- أبلغت أوكرانيا عن 12585 حالة يومية جديدة وسجلت 276 حالة وفاة يومية جديدة، وبذلك يصل العدد الإجمالي إلى 845343 و 14204 على التوالي، وقد تعافى اجمالى 451118 مريضا.[55]

### 10 ديسمبر
- سجلت مقاطعة أونتاريو الكندية رقما قياسيا جديدا بلغ 1,983.[56]
- أبلغت ماليزيا عن 2234 حالة جديدة، وبذلك يصل العدد الإجمالي للحالات إلى 78499 حالة. هناك 1112 عملية استرداد جديدة، وبذلك يصل العدد الإجمالي للمتعافين إلى 66.236. وهناك ثلاث وفيات جديدة، ليرتفع عدد القتلى إلى 396. هناك 11867 حالة نشطة، منها 124 حالة في العناية المركزة و 60 حالة في العناية المركزة.[57]
- أبلغت سنغافورة عن ست حالات جديدة (جميعها واردة), ليصل العدد الإجمالي إلى 58297. بالإضافة إلى ذلك، تم العثور على حالة مشتبه بها على متن رويال كاريبيان ليس بها عدوى كوفيد-19.[58] وخرج ستة اخرون من المستشفى ليصل العدد الاجمالي لحالات الشفاء إلى 58188. لا يزال عدد القتلى عند 29.[59]
- أبلغت أوكرانيا عن 13371 حالة إصابة يومية جديدة و 266 حالة وفاة يومية جديدة، وبذلك يصل العدد الإجمالي إلى 858.714 و 14.470 على التوالي، وقد تعافى اجمالى 465021 مريضا.[60]
- تركيا تتجاوز 1.5 مليون حالة كوفيد-19.[61]

### 11 ديسمبر
- أبلغت ماليزيا عن 1810 حالات جديدة، ليصل العدد الإجمالي إلى 80309. تم استرداد 937, ليصل إجمالي عدد عمليات الاسترداد إلى 67713. وسقط ستة قتلى، ليرتفع عدد القتلى إلى 402. هناك 12734 حالة نشطة، 123 في العناية المركزة و 63 في دعم التنفس الصناعي.[62]
- أبلغت نيوزيلندا عن ست حالات جديدة، مما رفع العدد الإجمالي للحالات إلى 2092 (1,736 مؤكدة و 356 محتملة). هناك نوعان من عمليات الاسترداد الجديدة، وبذلك يصل العدد الإجمالي للمتعافين إلى 2,010. لا يزال عدد القتلى 25. هناك 57 حالة نشطة.[63]
- أبلغت سنغافورة عن ثماني حالات جديدة (واحدة مقيمة في عنبر وسبع مستوردة), ليصل العدد الإجمالي إلى 58305.[64] تعافى أربعة أشخاص، ليصل إجمالي عدد حالات الشفاء إلى 58192. لا يزال عدد القتلى عند 29.[65]
- أبلغت أوكرانيا عن 13514 حالة يومية جديدة وسجل 285 حالة وفاة يومية جديدة، وبذلك يصل العدد الإجمالي إلى 872228 و 14755 على التوالي، وقد شفي ما مجموعه 480348 مريضا.[66]
- يوجد الآن أكثر من 70 مليون حالة إصابة بفيروس كورونا، وأكثر من 49 مليون حالة تعافي وأكثر من 1.5 مليون حالة وفاة تم الإبلاغ عنها على مستوى العالم.[67]

### 12 ديسمبر
- أبلغت ماليزيا عن 1937 حالة جديدة، ليصل العدد الإجمالي للحالات إلى 82246 حالة. تم استرداد 911, ليصل إجمالي عدد الذين تم استردادهم إلى 68,084. تم الإبلاغ عن تسع وفيات، ليرتفع عدد القتلى إلى 411. هناك 13751 حالة نشطة، منها 121 حالة في العناية المركزة و 66 حالة في العناية المركزة.[68]
- أبلغت نيوزيلندا عن حالة واحدة جديدة بدون أعراض في عزلة مُدارة: أحد أفراد طاقم طيران نيوزيلندا، الذي عاد من الولايات المتحدة في 9 ديسمبر.[69]
- أبلغت سنغافورة عن ثماني حالات جديدة (جميعها واردة), ليصل العدد الإجمالي إلى 58313.[70] وخرج خمسة منهم مما رفع العدد الإجمالي للمتعافين إلى 58197. لا يزال عدد القتلى عند 29.[71]
- أبلغت أوكرانيا عن 12811 حالة إصابة يومية جديدة و 243 حالة وفاة يومية جديدة، وبذلك يصل العدد الإجمالي إلى 885,039 و 14,998 على التوالي، وقد تعافى ما مجموعه 494,001 مريض.[72]
- الولايات المتحدة الأمريكية تتجاوز 16 مليون حالة كوفيد-19.[73]

### 13 ديسمبر
- أبلغت ماليزيا عن 1229 حالة جديدة، ليرتفع الإجمالي إلى 83457 حالة. تم استرداد 1,309, ليصبح إجمالي عدد عمليات الاسترداد 69,393. تم الإبلاغ عن أربع وفيات، ليرتفع عدد القتلى إلى 415. هناك 13667 حالة نشطة، 115 منها في العناية المركزة و 65 في دعم جهاز التنفس الصناعي.[74]
- أبلغت نيوزيلندا عن أربع حالات جديدة، ليصل العدد الإجمالي للحالات إلى 2096 (1740 مؤكدة و 356 محتملة). هناك خمس حالات شفاء جديدة، وبذلك يصل العدد الإجمالي للمتعافين إلى 2,015. تبقى قائمة الموت 25. هناك 56 حالة نشطة.[75]
- أبلغت سنغافورة عن سبع حالات جديدة (جميعها واردة), ليصل العدد الإجمالي إلى 58320. تعافى 11 شخصاً، ليصل إجمالي عدد حالات الشفاء إلى 58208 شخصاً. لا يزال عدد القتلى عند 29.[76]
- أبلغت أوكرانيا عن 9176 حالة إصابة يومية جديدة و 156 حالة وفاة يومية جديدة، وبذلك يصل العدد الإجمالي إلى 894,215 و 15,154 على التوالي، وقد شفي ما مجموعه 501564 مريضا.[77]
- تم الآن الكشف عن أول حالة إصابة بفيروس SARS-CoV-2 في حيوان بري محلي غير أسير وحر النطاق.[78][79]

### 14 ديسمبر
- أبلغت ماليزيا عن 1,371 حالة جديدة، ليصل العدد الإجمالي إلى 84,846 حالة. هناك 1,204 عمليات استرداد، وبذلك يصل العدد الإجمالي لعمليات الاسترداد إلى 70,597. ولقي أربعة أشخاص حتفهم، ليرتفع عدد القتلى إلى 419. هناك 13830 حالة نشطة، منها 114 في العناية المركزة و 62 في دعم جهاز التنفس الصناعي.[80]
- لم تبلغ نيوزيلندا عن أي حالات جديدة، حيث بقي العدد الإجمالي 2096 (تم تأكيد 1740 و 356 محتملاً). ويبقى العدد الاجمالى للشفاء 2,015 فيما ظل عدد القتلى 25. هناك 56 حالة نشطة.[81]
- أبلغت سنغافورة عن خمس حالات جديدة (جميعها واردة), ليصل العدد الإجمالي إلى 58325. تم تفريغ اثنين، مما رفع العدد الإجمالي لعمليات الاسترداد إلى 58210. لا يزال عدد القتلى عند 29.[82]
- أبلغت أوكرانيا عن 6451 حالة إصابة يومية جديدة و 93 حالة وفاة يومية جديدة، وبذلك يصل العدد الإجمالي إلى 900666 و 15247 على التوالي، وقد تعافى اجمالى 506718 مريضا.[83]
- أعلنت المملكة المتحدة أنه تم تحديد متغير جديد من SARS-CoV-2 باعتباره مسؤولاً عن الارتفاع السريع في حالات كوفيد-19, مع وجود البديل الجديد في 60 سلطة محلية على الأقل.[84]

### 15 ديسمبر
- سجلت مقاطعة أونتاريو الكندية رقمًا قياسيًا.جديداً بلغ 2275.[85]
- أبلغت ماليزيا عن 1,772 حالة جديدة، وبذلك يصل العدد الإجمالي إلى 86,618. وهناك 1,084 حالة استرداد جديدة، وبذلك يصل العدد الإجمالي إلى 71,161. وهناك ثلاث حالات وفاة جديدة، ليرتفع عدد القتلى إلى 422. هناك 14515 حالة نشطة، 118 في العناية المركزة و 56 في دعم جهاز التنفس الصناعي.[86]
- أبلغت سنغافورة عن 16 حالة جديدة (واحدة مقيمة في عنبر و 15 حالة مستوردة), ليصل العدد الإجمالي إلى 58341.[87] تعافى 23 شخصاً، ليصل إجمالي عدد حالات الشفاء إلى 58233. لا يزال عدد القتلى عند 29.[88]
- أبلغت أوكرانيا عن 8416 حالة إصابة يومية جديدة و 233 حالة وفاة يومية جديدة، وبذلك يصل العدد الإجمالي إلى 909.082 و 15480 على التوالي، وقد تعافى ما مجموعه 522868 مريضا.[89]

### 16 ديسمبر
- أبلغت ماليزيا عن 1,295 حالة جديدة، وبذلك يصل العدد الإجمالي إلى 87,913. هناك 1052 عملية استرداد جديدة، وبذلك يصل العدد الإجمالي للمتعافين إلى 72733. وهناك سبع وفيات جديدة، ليرتفع عدد القتلى إلى 429. هناك 14751 حالة نشطة، 113 منها في العناية المركزة و 53 في دعم التنفس الصناعي.[90]
- أبلغت نيوزيلندا عن أربع حالات جديدة في العزل المُدار منذ يوم الاثنين، ليصل العدد الإجمالي إلى 2100 (1744 حالة نشطة و 356 حالة محتملة). وقد تعافى 17, ليصل العدد الإجمالي لعمليات الاسترداد إلى 2032. لا يزال عدد القتلى 25. هناك 43 حالة نشطة (جميعها في عزلة مُدارة).[91]
- أبلغت سنغافورة عن 12 حالة جديدة (جميعها واردة), ليصل العدد الإجمالي إلى 58353.[92] وقد تم تفريغ خمسة، مما رفع العدد الإجمالي لعمليات الاسترداد إلى 58238. لا يزال عدد القتلى عند 29.[93]
- أبلغت أوكرانيا عن 10622 حالة إصابة يومية جديدة و 264 حالة وفاة يومية جديدة، وبذلك يصل العدد الإجمالي إلى 919704 و 15744 على التوالي، وقد تعافى اجمالى 535.417 مريضا.[94]
- أبلغت الولايات المتحدة الأمريكية عن 3656 حالة وفاة في يوم واحد، وهي أعلى نسبة وفيات يومية من كوفيد-19 في العالم حتى الآن.[95]

### 17 ديسمبر
- البرازيل تتجاوز 7 ملايين حالة كوفيد-19.[96]
- سجلت مقاطعة أونتاريو الكندية رقما قياسيا جديدا قدره 2432.[97]
- أثبتت الاختبارات إصابة الرئيس الفرنسي إيمانويل ماكرون بـ كوفيد-19.[98]
- أبلغت ماليزيا عن 1220 حالة جديدة، ليصل العدد الإجمالي للحالات إلى 89133 حالة. هناك 1,297 عملية استرداد جديدة، وبذلك يصل العدد الإجمالي للمتعافي إلى 74,030. وسقطت ثلاث وفيات ليرتفع عدد القتلى إلى 432. هناك 14671 حالة نشطة، منها 106 في العناية المركزة و 53 في دعم جهاز التنفس الصناعي.[99]
- أبلغت سنغافورة عن 24 حالة جديدة (جميعها واردة), ليصل العدد الإجمالي إلى 58377. تعافى 14 شخصاً، ليصل إجمالي عدد حالات الشفاء إلى 58252 شخصاً. لا يزال عدد القتلى عند 29.[100]
- أبلغت أوكرانيا عن 12047 حالة يومية جديدة و 252 حالة وفاة يومية جديدة، وبذلك يصل العدد الإجمالي إلى 931,751 و 15996 على التوالي، وقد تعافى اجمالى 548356 مريضا.[101]
- الولايات المتحدة الأمريكية تتجاوز 17 مليون حالة كوفيد-19.[102]

### 18 ديسمبر
- أبلغت ولاية نيو ساوث ويلز الأسترالية عن 28 حالة جديدة مرتبطة بالعنقود في شواطئ سيدني الشمالية.[103][104]
- أبلغت ماليزيا عن 1683 حالة جديدة، ليصل العدد الإجمالي إلى 90816 حالة. هناك 1214 عملية استرداد، وبذلك يرتفع العدد الإجمالي للمتعافين إلى 75244. لا يزال عدد القتلى عند 432. هناك 15,140 حالة نشطة، منها 106 حالة في العناية المركزة و 51 حالة في العناية المركزة.[105]
- أبلغت نيوزيلندا عن ثماني حالات جديدة منذ يوم الأربعاء، ليصل العدد الإجمالي إلى 2110 (1754 حالة نشطة و 356 حالة محتملة). وقد تعافى شخصان، ليرتفع العدد الإجمالي لحالات الشفاء إلى 2034. لا يزال عدد القتلى 25. هناك 51 حالة نشطة (جميعها في عزلة مُدارة).[106]
- أبلغت سنغافورة عن تسع حالات جديدة (جميعها واردة), ليصل الإجمالي إلى 58386. تم تفريغ 13 منها، ليصل إجمالي عدد حالات الاسترداد إلى 58265. لا يزال عدد القتلى عند 29.[107]
- أبلغت أوكرانيا عن 12630 حالة إصابة يومية جديدة و 260 حالة وفاة يومية جديدة، وبذلك يصل العدد الإجمالي إلى 944381 و 16256 على التوالي، وقد تعافى اجمالى 561222 مريضا.[108]

### 19 ديسمبر
- أبلغت ولاية نيو ساوث ويلز الأسترالية عن 23 حالة جديدة مرتبطة بمجموعة الشواطئ الشمالية.[109]
- كندا تتجاوز 500000 حالة كوفيد-19.[110]
- الهند تتجاوز 10 ملايين حالة كوفيد-19.[111]
- أبلغت ماليزيا عن 1153 حالة جديدة، ليصل العدد الإجمالي إلى 91969 حالة. هناك 998 عملية استرداد، وبذلك يصل العدد الإجمالي لعمليات الاسترداد إلى 76,242. تم الإبلاغ عن حالة وفاة واحدة، ليرتفع عدد القتلى إلى 433. هناك 15294 حالة نشطة، 112 منها في العناية المركزة و 56 حالة في العناية المركزة.[112]
- أبلغت سنغافورة عن 17 حالة جديدة (جميعها واردة), ليصل الإجمالي إلى 58403 حالة. بالإضافة إلى ذلك، هناك 13 حالة من الحالات التي خدمت SHN في Mandarin Orchard قيد التحقيق حاليًا. تعافى تسعة أشخاص، ليصل إجمالي عدد حالات الشفاء إلى 58274. لا يزال عدد القتلى عند 29.[113]
- تركيا تتجاوز مليوني حالة كوفيد-19.[114]
- أبلغت أوكرانيا عن 11742 حالة يومية جديدة و 213 حالة وفاة يومية جديدة، وبذلك يصل العدد الإجمالي إلى 956123 و 16469 على التوالي، وقد تعافى اجمالى 574536 مريضا.[115]
- المملكة المتحدة تتجاوز مليوني حالة كوفيد-19.[116]

### 20 ديسمبر
- أبلغت ولاية نيو ساوث ويلز الأسترالية عن 30 حالة جديدة في سيدني، مما رفع العدد الإجمالي للحالات داخل مجموعة الشواطئ الشمالية إلى 66 حالة.[117]
- أبلغت بلجيكا عن أربع حالات إصابة بالفيروس التاجي الجديد في المملكة المتحدة.[118]
- أبلغت الدنمارك عن تسع حالات من البديل البريطاني الجديد.[119]
- أبلغت إيطاليا عن الحالة الأولى لشخص كانت نتيجة اختبار «البديل الإنجليزي» الجديد إيجابيًا.[120]
- أبلغت ماليزيا عن 1340 حالة جديدة، ليصل العدد الإجمالي إلى 93309 حالة. وتعافى 1067 مريضا، ليرتفع العدد الإجمالي للمتعافين إلى 77309 مريضا. ولقي أربعة حتفهم وبذلك بلغ عدد القتلى 437. يوجد 15563, منهم 116 في العناية المركزة و 57 في دعم جهاز التنفس الصناعي.[121]
- أبلغت نيوزيلندا عن ست حالات جديدة، مما رفع العدد الإجمالي إلى 2116 (1760 حالة نشطة و 356 حالة محتملة). وقد تعافى شخصان، ليرتفع العدد الإجمالي لحالات الشفاء إلى 2034. لا يزال عدد القتلى 25. هناك 55 حالة نشطة (جميعها في عزلة مُدارة).[122]
- أبلغت سنغافورة عن 19 حالة جديدة (جميعها واردة), ليصل العدد الإجمالي إلى 58422.[123] وتم تسريح خمسة أشخاص، مما رفع إجمالي عدد حالات الشفاء إلى 58279. لا يزال عدد القتلى عند 29.[124]
- أبلغت أوكرانيا عن 8325 حالة إصابة يومية جديدة و 116 حالة وفاة يومية جديدة، وبذلك يصل العدد الإجمالي إلى 964448 و 16585 على التوالي، وقد شفي ما مجموعه 581162 مريضا.[125]

### 21 ديسمبر
- أبلغت ولاية نيو ساوث ويلز الأسترالية عن 15 حالة جديدة، مما رفع العدد الإجمالي للحالات في مجموعة الشواطئ الشمالية بسيدني إلى 83. تم فحص أكثر من 38000 شخص للكشف عن كوفيد-19 في الفترة من 24 ساعة إلى 8 مساءً أمس.[126]
- أبلغت ماليزيا عن 2018 حالة جديدة، ليصل العدد الإجمالي إلى 95327. وهناك 1,084 حالة استرداد جديدة، وبذلك يصل العدد الإجمالي للمتعافين إلى 78,393. تم الإبلاغ عن حالة وفاة واحدة، ليرتفع عدد القتلى إلى 438. هناك 16496 حالة نشطة، 109 منها في العناية المركزة و 55 حالة في العناية المركزة.[127]
- أبلغت نيوزيلندا عن خمس حالات جديدة، ليصل العدد الإجمالي إلى 2121 (تم تأكيد 1765 و 356 محتملاً). وقد تعافى شخص واحد، ليصل إجمالي عدد حالات الشفاء إلى 2035. لا يزال عدد القتلى 25. هناك 59 حالة نشطة (جميعها في عزلة مُدارة).[128]
- أبلغت سنغافورة عن عشر حالات جديدة (واحدة محولة محليًا وتسع مستوردة), ليصل العدد الإجمالي إلى 58432.[129] تعافى ثمانية أشخاص، ليصل إجمالي عدد حالات الشفاء إلى 58287. لا يزال عدد القتلى عند 29.[130]
- أبلغت أوكرانيا عن 6545 حالة إصابة يومية جديدة و 80 حالة وفاة يومية جديدة، وبذلك يصل العدد الإجمالي إلى 970993 و 16665 على التوالي، وقد شفي ما مجموعه 586268 مريضا.[131]
- تم الإبلاغ عن الحالات الأولى لـ كوفيد-19 في أنتاركتيكا من قبل تشيلي. أصيب 36 شخصاً، بينهم 10 مدنيين و 26 ضابطاً بالفيروس في قاعدة الجنرال برناردو أوهيغينز.[132]
- الولايات المتحدة الأمريكية تتجاوز 18 مليون حالة كوفيد-19.[133]

### 22 ديسمبر
- أبلغت ماليزيا عن 2062 حالة جديدة، ليصل العدد الإجمالي إلى 97389 حالة. هناك 911 حالة استرداد جديدة، وبذلك يصل العدد الإجمالي للمتعافين إلى 79304. تم الإبلاغ عن حالة وفاة جديدة، ليرتفع عدد القتلى إلى 439. هناك 17646 حالة نشطة، 111 منها في العناية المركزة و 51 في دعم جهاز التنفس الصناعي.[134]
- أبلغت سنغافورة عن 29 حالة جديدة (جميعها واردة), ليصل العدد الإجمالي إلى 58461. تم تفريغ 17, ليصل إجمالي عدد حالات الاسترداد إلى 58304. لا يزال عدد القتلى عند 29.[135]
- أبلغت تايوان عن أول انتقال مجتمعي لها، وهو صديق لطيار نيوزيلندي تأكدت إصابته في وقت سابق من الأسبوع.[136]
- أبلغت أوكرانيا عن 8.513 حالة إصابة يومية جديدة و 232 حالة وفاة يومية جديدة، وبذلك يصل العدد الإجمالي إلى 979506 و 16897 على التوالي، وقد تعافى اجمالى 600288 مريضا.[137]
- أبلغت المملكة المتحدة عن 691 حالة وفاة جديدة، وهو أعلى رقم للوفيات اليومية منذ أوائل مايو.[138] كما أبلغت المملكة المتحدة عن 36804 حالة إصابة مؤكدة بكوفيد -19 يوميًا، وهو أعلى رقم تم تسجيله منذ بداية الوباء.[139]

### 23 ديسمبر
- إسرائيل تؤكد 4 حالات من جديد «شديد العدوى» UK البديل للالتاجى.[140]
- أبلغت ماليزيا عن 1348 حالة جديدة، ليصل العدد الإجمالي إلى 98737. هناك 710 عمليات استرداد، وبذلك يصل العدد الإجمالي للمتعافين إلى 80,014. وهناك خمس وفيات جديدة، ليرتفع عدد القتلى إلى 444. هناك 18279 حالة نشطة، منها 102 في العناية المركزة و 44 في دعم جهاز التنفس الصناعي.[141]
- أبلغت نيوزيلندا عن سبع حالات جديدة، مما رفع العدد الإجمالي إلى 2128 (1,772 مؤكد و 356 محتمل). تعافى 17 شخصا، ليرتفع العدد الإجمالي لحالات الشفاء إلى 2052. لا يزال عدد القتلى 25. هناك 49 حالة نشطة (جميعها في عزلة مُدارة).[142]
- أبلغت سنغافورة عن 21 حالة جديدة (جميعها واردة), ليصل العدد الإجمالي إلى 58482.[143] تعافى 18 شخصاً، ليصل إجمالي عدد حالات الشفاء إلى 58322. لا يزال عدد القتلى عند 29.[144]
- بيرو تتجاوز مليون حالة كوفيد-19.[145]
- أبلغت أوكرانيا عن 10136 حالة إصابة يومية جديدة و 275 حالة وفاة يومية جديدة، وبذلك يصل العدد الإجمالي إلى 989642 و 17172 على التوالي، وقد شفي ما مجموعه 615.660 مريضا.[146]
- أبلغت المملكة المتحدة عن 39237 حالة إصابة مؤكدة بكوفيد -19, وهو أعلى رقم قياسي في أي يوم منذ بداية الوباء.[147] كان هناك أيضًا 744 حالة وفاة جديدة، وهي أعلى وفيات كوفيد-19 تم الإبلاغ عنها منذ 29 أبريل.[148]

### 24 ديسمبر
- إيطاليا تتخطى مليوني حالة إصابة بفيروس كوفيد -19.[149]
- أبلغت ماليزيا عن 1581 حالة جديدة، ليصل العدد الإجمالي إلى 100318. هناك 1085 عملية استرداد جديدة، وبذلك يصل العدد الإجمالي للمتعافين إلى 81099. وسقطت حالتا وفاة جديدتان ليرتفع عدد القتلى إلى 446. هناك 18773 حالة نشطة، منها 102 في العناية المركزة و 45 في دعم جهاز التنفس الصناعي.[150]
- أبلغت سنغافورة عن 13 حالة جديدة (جميعها واردة), ليصل العدد الإجمالي إلى 58495. وتم تفريغ عشرة منها، وبذلك يصل العدد الإجمالي للمتعافين إلى 58332. لا يزال عدد القتلى عند 29.[151]
- أبلغت أوكرانيا عن 11490 حالة يومية جديدة وتجاوزت مليون حالة إجمالية عند 1001.132 حالة. بالإضافة إلى ذلك، تم الإبلاغ عن 223 حالة وفاة يومية جديدة، ليصل العدد الإجمالي إلى 17395, وتعافى ما مجموعه 631435 مريضًا.[152]
- سجلت مقاطعة أونتاريو الكندية رقمًا قياسيًا.جديداً بلغ 2447 حالة إصابة يومية بفيروس كوفيد-19.[153]

### 25 ديسمبر
- أبلغت اليابان عن 3748 حالة إصابة جديدة بفيروس كورونا، وهو رقم قياسي يومي. تم تأكيد خمس حالات من سلالة كوفيد-19 الطافرة لدى أشخاص سافروا إلى اليابان من المملكة المتحدة.[154]
- أبلغت ماليزيا عن 1,247 حالة جديدة، ليصل المجموع إلى 101,565. هناك 1441 عملية استرداد، وبذلك يصل العدد الإجمالي للمتعافين إلى 82.540. وسقطت ثلاث وفيات ليرتفع عدد القتلى إلى 449. هناك 18576 حالة نشطة، 108 منها في العناية المركزة و 47 في دعم جهاز التنفس الصناعي.[155]
- أبلغت جمهورية أيرلندا عن اكتشاف البديل البريطاني الجديد لـ كوفيد-19.[156]
- أبلغت سنغافورة عن 14 حالة جديدة (جميعها واردة), ليصل العدد الإجمالي إلى 58509.[157] تعافى 20 شخصاً، ليصل إجمالي عدد حالات الشفاء إلى 58352 شخصاً. لا يزال عدد القتلى عند 29.[158]
- أبلغت أوكرانيا عن 11035 حالة إصابة يومية جديدة و 186 حالة وفاة يومية جديدة، ليصل العدد الإجمالي إلى 1012167 و 17581 على التوالي، وقد تعافى اجمالى 646772 مريضا.[159]

### 26 ديسمبر
- كندا تؤكد حالتين من السلالة الجديدة من كوفيد-19 في أونتاريو.[160]
- أكدت فرنسا الحالة الأولى لسلالة الفيروس التاجي لشخص سافر من لندن إلى تورز في 19 ديسمبر.[161]
- أبلغت ماليزيا عن 2335 حالة جديدة، ليصل العدد الإجمالي إلى 103900 حالة. هناك 874 عملية استرداد جديدة، وبذلك يصل العدد الإجمالي للمتعافين إلى 83,414. وسقطت حالتا وفاة ليرتفع عدد القتلى إلى 451. هناك 20.035 حالة نشطة، منها 108 حالة في العناية المركزة و 50 حالة في العناية المركزة.[162]
- أبلغت سنغافورة عن عشر حالات جديدة (جميعها واردة), ليصل الإجمالي إلى 58519.[163] تم تفريغ عشرة منها، وبذلك يصل العدد الإجمالي لعمليات الاسترداد إلى 58362. لا يزال عدد القتلى عند 29.[164]
- أبلغت أوكرانيا عن 7709 حالات إصابة يومية جديدة و 121 حالة وفاة يومية جديدة، وبذلك يصل العدد الإجمالي إلى 1019876 و 17702 على التوالي، وقد تعافى اجمالى 651917 مريضا.[165]
- تجاوز العدد الإجمالي لحالات كوفيد-19 في جميع أنحاء العالم أكثر من 80 مليونًا، وبلغ عدد الوفيات بسبب الفيروس أكثر من 1.75 مليون.[166]

### 27 ديسمبر
- أبلغت كندا عن حالتين أخريين من السلالة الجديدة من كوفيد-19: واحدة في جزيرة فانكوفر والأخرى في أوتاوا، أونتاريو.[167]
- أبلغت ماليزيا عن 1196 حالة جديدة، ليصل المجموع إلى 105.096. هناك 997 عملية استرداد، وبذلك يصل العدد الإجمالي للمتعافين إلى 84,411. ووقعت حالة وفاة واحدة ليرتفع عدد القتلى إلى 452. هناك 20,233 حالة نشطة، منها 111 حالة في حالة مكثفة و 50 حالة في حالة دعم التنفس الصناعي.[168]
- أبلغت نيوزيلندا عن 16 حالة جديدة، مما رفع العدد الإجمالي إلى 2144 (تم تأكيد 1788 و 356 محتملاً). تعافى 15 شخصا، ليرتفع العدد الإجمالي للشفاء إلى 2069. لا يزال عدد القتلى 25. هناك 50 حالة نشطة.[169]
- أبلغت سنغافورة عن خمس حالات جديدة (جميعها واردة), ليصل العدد الإجمالي إلى 58524. تعافى ثمانية أشخاص، ليصل إجمالي عدد حالات الشفاء إلى 58370. لا يزال عدد القتلى عند 29.[170]
- أبلغت أوكرانيا عن 6113 حالة يومية جديدة و 72 حالة وفاة يومية جديدة، وبذلك يصل العدد الإجمالي إلى 1025989 و 17774 على التوالي، وقد شفي ما مجموعه 658.538 مريضا.[171]
- روسيا تتجاوز 3 ملايين حالة كوفيد-19.[172]
- الولايات المتحدة الأمريكية تتجاوز 19 مليون حالة كوفيد-19.[173]
- جنوب إفريقيا تتجاوز مليون حالة إصابة بفيروس كورونا.[174]

### 28 ديسمبر
- أكدت مقاطعة أونتاريو الكندية 1939 حالة إصابة جديدة بـ كوفيد-19,[175] وهو أقل رقم منذ 15 ديسمبر.[بحاجة لمصدر][ بحاجة لمصدر ][ بحاجة لمصدر ]
- كندا تؤكد حالة واحدة من سلالة كوفيد-19 الجديدة في ألبرتا.[176]
- أبلغت ماليزيا عن 594 حالة جديدة، ليصل العدد الإجمالي إلى 106,690 حالة. تم استرداد 1181, ليصل إجمالي عدد الذين تم استردادهم إلى 85592. تم الإبلاغ عن ثلاث وفيات جديدة، ليرتفع عدد القتلى إلى 455. هناك 20643 حالة نشطة، منها 116 حالة في العناية المركزة و 53 حالة في العناية المركزة.[177]
- أبلغت سنغافورة عن خمس حالات جديدة (واحدة محولة محليًا وأربع مستوردة), ليصل العدد الإجمالي إلى 58529.[178] تم تفريغ 16, ليصل العدد الإجمالي لعمليات الاسترداد إلى 58386. لا يزال عدد القتلى عند 29.[179]
- أبلغت أوكرانيا عن 4385 حالة إصابة يومية جديدة و 75 حالة وفاة يومية جديدة، وبذلك يصل العدد الإجمالي إلى 1030374 و 17849 على التوالي، وقد تعافى اجمالى 665.729 مريضا.[180]

### 29 ديسمبر
- سجلت مقاطعة أونتاريو الكندية رقمًا قياسيًا.جديداً بلغ 2550.[181]
- أبلغت ماليزيا عن 1925 حالة جديدة، وبذلك يصل العدد الإجمالي للحالات إلى 108615 حالة. هناك 1123 حالة استرداد جديدة، وبذلك يصل العدد الإجمالي للمتعافين إلى 86715. وسقطت حالتا وفاة جديدتان ليرتفع عدد القتلى إلى 457. هناك 21443 حالة نشطة، منها 117 حالة في العناية المركزة و 55 حالة في العناية المركزة.[182]
- أبلغت نيوزيلندا عن سبع حالات جديدة، مما رفع العدد الإجمالي للحالات إلى 2151 (1,795 مؤكدة و 356 محتملة). وقد تعافى ثمانية أشخاص، ليرتفع العدد الإجمالي للمتعافين إلى 2077. لا يزال عدد القتلى عند 25. هناك 49 حالة نشطة.[183]
- أبلغت سنغافورة عن 13 حالة جديدة (جميعها واردة), ليصل العدد الإجمالي إلى 58542.[184] تعافى 14 شخصاً، ليصل إجمالي عدد حالات الشفاء إلى 58400. لا يزال عدد القتلى عند 29.[185]
- أبلغت أوكرانيا عن 6988 حالة إصابة يومية جديدة و 232 حالة وفاة يومية جديدة، وبذلك يصل العدد الإجمالي إلى 1037362 و 18081 على التوالي، وقد شفي ما مجموعه 681835 مريضا.[186]
- أبلغت المملكة المتحدة عن 53135 حالة إصابة مؤكدة جديدة بـ كوفيد-19, وهو أعلى عدد يومي في البلاد على الإطلاق.[187]
- أبلغت الولايات المتحدة الأمريكية عن الحالة الأولى لسلالة كوفيد-19 تحور بي 1.1.7 في المملكة المتحدة لرجل من كولورادو ليس له سجل سفر.[188]

### 30 ديسمبر
- سجلت مقاطعة أونتاريو الكندية رقمًا قياسيًا جديداً بلغ 2923.[189]
- أبلغت ماليزيا عن 1870 حالة جديدة، وبذلك يصل العدد الإجمالي للحالات إلى 110,485. وقد تعافى 745, ليصل العدد الإجمالي للمتعافين إلى 87460. تم الإبلاغ عن ست حالات جديدة، ليرتفع عدد القتلى إلى 463. هناك 22562 حالة نشطة، منها 131 حالة في العناية المركزة و 62 حالة في العناية المركزة.[190][191]
- أبلغت سنغافورة عن 27 حالة جديدة (واحدة محولة محليًا و 26 حالة مستوردة), ليصل الإجمالي إلى 58569.[192] تم تفريغ 11, ليصل إجمالي عدد حالات الاسترداد إلى 58411. لا يزال عدد القتلى عند 29.[193]
- أبلغت أوكرانيا عن 7986 حالة يومية جديدة و 243 حالة وفاة يومية جديدة، ليصل العدد الإجمالي إلى 1,045,348 و 18,324 على التوالي، وقد شفي ما مجموعه 698190 مريضا.[194]
- أبلغت المملكة المتحدة عن 981 حالة وفاة جديدة، وهي أعلى حصيلة يومية لوفيات كوفيد-19 منذ 24 أبريل.[195]
- أبلغت الولايات المتحدة الأمريكية عن حالة ثانية لمتغير المملكة المتحدة الجديد في جنوب كاليفورنيا.[196]

### 31 ديسمبر
- سجلت مقاطعة أونتاريو الكندية رقما قياسيا جديدا بلغ 3328.[197]
- أبلغت ماليزيا عن 2125 حالة جديدة، ليصل المجموع إلى 113010. تم استرداد 1,481, ليصل إجمالي عدد عمليات الاسترداد إلى 88,941. وهناك ثماني حالات وفاة ليرتفع عدد القتلى إلى 471. هناك 23.598 حالة نشطة، منها 131 حالة في العناية المركزة و 60 حالة في دعم جهاز التنفس الصناعي.[198]
- أبلغت نيوزيلندا عن 11 حالة جديدة، مما رفع العدد الإجمالي للحالات إلى 2162 (1806 حالة مؤكدة و 356 محتملة). تعافى خمسة أشخاص، ليرتفع العدد الإجمالي للشفاء إلى 2082. لا يزال عدد القتلى عند 25. هناك 55 حالة نشطة في العزل المُدار.[199]
- أبلغت سنغافورة عن 30 حالة جديدة (خمس حالات محولة محليًا و 25 حالة مستوردة), ليصل العدد الإجمالي إلى 58599.[200] تعافى 38 شخصاً، ليصل إجمالي عدد حالات الشفاء إلى 58449. لا يزال عدد القتلى عند 29.[201]
- أبلغت أوكرانيا عن 9699 حالة إصابة يومية جديدة و 209 حالات وفاة يومية جديدة، وبذلك يصل العدد الإجمالي إلى 1,055,047 و 18,533 على التوالي، وقد شفي ما مجموعه 709,993 مريضاً.[202]
- أبلغت المملكة المتحدة عن 55892 حالة إصابة جديدة بكوفيد -19, وهو أعلى إجمالي يومي حتى الآن.[203]

## ملخص
البلدان والأقاليم التي أكدت حالاتها الأولى خلال ديسمبر 2020:
| تاريخ     | البلد أو الإقليم                    |
| --------- | ----------------------------------- |
| 21 ديسمبر | وصلة=\|حدود القارة القطبية الجنوبية |

بحلول 31 ديسمبر 2020, لم تبلغ سوى البلدان والأقاليم التالية عن أي حالات إصابة بعدوى فيروس كورونا: أفريقيا 
- سانت هيلانة وأسينشين وتريستان دا كونا

 Asia 
- جزيرة كريسماس
- جزر كوكوس
- كوريا الشمالية
- تركمانستان

أوروبا 
- سفالبارد

 أوقيانوسيا 
- جزر كوك
- كيريباتي
- ولايات ميكرونيسيا المتحدة
- ناورو
- نييوي
- جزيرة نورفولك
- بالاو
- جزر بيتكيرن
- توكيلاو
- تونغا
- توفالو